# 4421 Kayor
4421 Kayor је астероид главног астероидног појаса чија средња удаљеност од Сунца износи 2,664 астрономских јединица (АЈ).
Апсолутна магнитуда астероида је 12,6.